# Покровская церковь (Никульское)
Церковь Покрова Пресвятой Богородицы — приходской православный храм в селе Никульское городского округа Коломна Московской области. Входит в состав 2-го Коломенского благочиния Коломенской епархии Русской православной церкви. Построен в 1904 году. Здание храма является объектом культурного наследия и находится под охраной государства.

## История строительства храма
Храм Покрова Пресвятой Богородицы был построен в 1904 году и представляет собой кирпичное строение. На протяжении 500 лет в селе Никульское существовали деревянные церкви, которые сменяли одна другую по мере их обветшания. В 1380 году владелец этих земель Микула (Николай) Васильевич Вельяминов организовал в селе Никульское встречу своего племянника князя Димитрия Донского. Данные события происходили накануне Куликовской битвы. По воспоминаниям, в XVIII веке церковь в селе была круглой, без колокольни, тесной и холодной. Лишь маленькие колокола были развешаны на столбах.
В 1822 году местный помещик Ф. Н. Глебов перестроил Никольскую церковь. В его бытность в храм были расписаны внутренние стены, а также построена колокольня. В 1866 году к зданию церкви пристроили придел в честь Покрова Божией Матери. К концу XIX века этот деревянный храм обветшал и требовался капитальный ремонт всех строений.
20 апреля 1897 года крестьяне направили обязательство: «дать близ старой деревни бесплатно землю для постройки нового храма, отвести участок для кирпичного завода». Архитектор А. Ф. Мейснер выполнил проект будущего здания. В 1901 году, в праздник Покрова, здесь на главах храма были подняты и водружены новые кресты, пожертвованные братьями Соболевыми. В 1904 году на колокольню был водружён четырехсотпудовый колокол, и в том же году храм освятили.
В советский период храм был закрыт, основной свод церкви был разобран, также демонтированы колокольня и церковная ограда. В 1940-е годы был уничтожен и засыпан святой источник.

## Современное состояние
В 1991 году храм был возвращён Православной церкви. Община храма ведет активную работу по восстановлению строений и изучению его истории. При церкви работает воскресная школа для детей. В 2000-е годы источник в Никульском был восстановлен, рядом с ним возведена новая деревянная часовня в честь пророка Ильи.
Покровский храм является памятником архитектуры регионального значения на основании постановления Правительства Московской области № 84/9 от 15 марта 2002 года.